# Episodi di Diario di una squillo perbene (seconda stagione)
La seconda stagione della serie televisiva Diario di una squillo perbene è stata trasmessa dal canale britannico ITV2 dall'11 settembre 2008 al 23 ottobre 2008; ha avuto una media di 794.500 spettatori, ben inferiore al 1.242.125 a quella della prima stagione. Nonostante il calo di ascolti, è stata programmata una terza stagione già prima che la seconda terminasse.
In Italia la stagione è andata in onda dal 29 marzo al 17 maggio 2009 su Fox Life.
Nella seconda stagione, Belle conosce una ragazza, "Bambi", che vuole essere trasportata nel suo mondo; purtroppo Bambi si muove male e combina spesso pasticci. Inoltre, Belle si innamora, continuando però la sua vita da "call girl"; viene scoperta dal fidanzato Alex che si arrabbia troncando la relazione.
Ben, suo ex e grande amico, manda a monte il proprio matrimonio perché ancora innamorato di lei.
| nº | Titolo originale | Titolo italiano | Prima TV UK       | Prima TV Italia |
| -- | ---------------- | --------------- | ----------------- | --------------- |
| 1  | Episode 2.1      | Episodio 1      | 11 settembre 2008 | 29 marzo 2009   |
| 2  | Episode 2.2      | Episodio 2      | 11 settembre 2008 | 5 aprile 2009   |
| 3  | Episode 2.3      | Episodio 3      | 18 settembre 2008 | 12 aprile 2009  |
| 4  | Episode 2.4      | Episodio 4      | 25 settembre 2008 | 19 aprile 2009  |
| 5  | Episode 2.5      | Episodio 5      | 2 ottobre 2008    | 26 aprile 2009  |
| 6  | Episode 2.6      | Episodio 6      | 9 ottobre 2008    | 3 maggio 2009   |
| 7  | Episode 2.7      | Episodio 7      | 16 ottobre 2008   | 10 maggio 2009  |
| 8  | Episode 2.8      | Episodio 8      | 23 ottobre 2008   | 17 maggio 2009  |

## Episodio 1
- Titolo originale: Episode 2.1
- Diretto da: Fraser MacDonald
- Scritto da: Lucy Prebble

### Trama
Belle incontra un giornalista che cerca di spingerla a rivelargli dettagli sulla vita segreta di un politico conservatore, Bambi, ragazza che ha deciso di entrare nel mondo della prostituzione, ed Alex, un ragazzo che per sbaglio scambia per un cliente.

## Episodio 2
- Titolo originale: Episode 2.2
- Diretto da: Fraser MacDonald
- Scritto da: Lucy Prebble

### Trama
Belle accetta un appuntamento con Alex ed ipotizza di farsi una plastica al seno, mentre Bambi si trova al centro di una situazione pericolosa.

## Episodio 3
- Titolo originale: Episode 2.3
- Diretto da: Fraser MacDonald
- Scritto da: Julie Gearey

### Trama
Belle riflette che è più impegnativo gestire una relazione "regolare" che le sue normali lavorative. La moglie di un cliente piomba nel suo appartamento per farle una scenata di gelosia, non sapendo che ella è una professionista.

## Episodio 4
- Titolo originale: Episode 2.4
- Diretto da: Fraser MacDonald
- Scritto da: Chloe Moss

### Trama
Durante un threesome Belle capisce di essere innamorata di Alex e di non potere più continuare a nascondergli la verità.

## Episodio 5
- Titolo originale: Episode 2.5
- Diretto da: Peter Lydon
- Scritto da: Nicole Taylor

### Trama
Belle si decide a dire la verità ad Alex, che però le entra in casa mentre si trova con un giovane cliente paralitico. sarà Ben a rivelare ad Alex la verità.